# Massacre indien de 1622

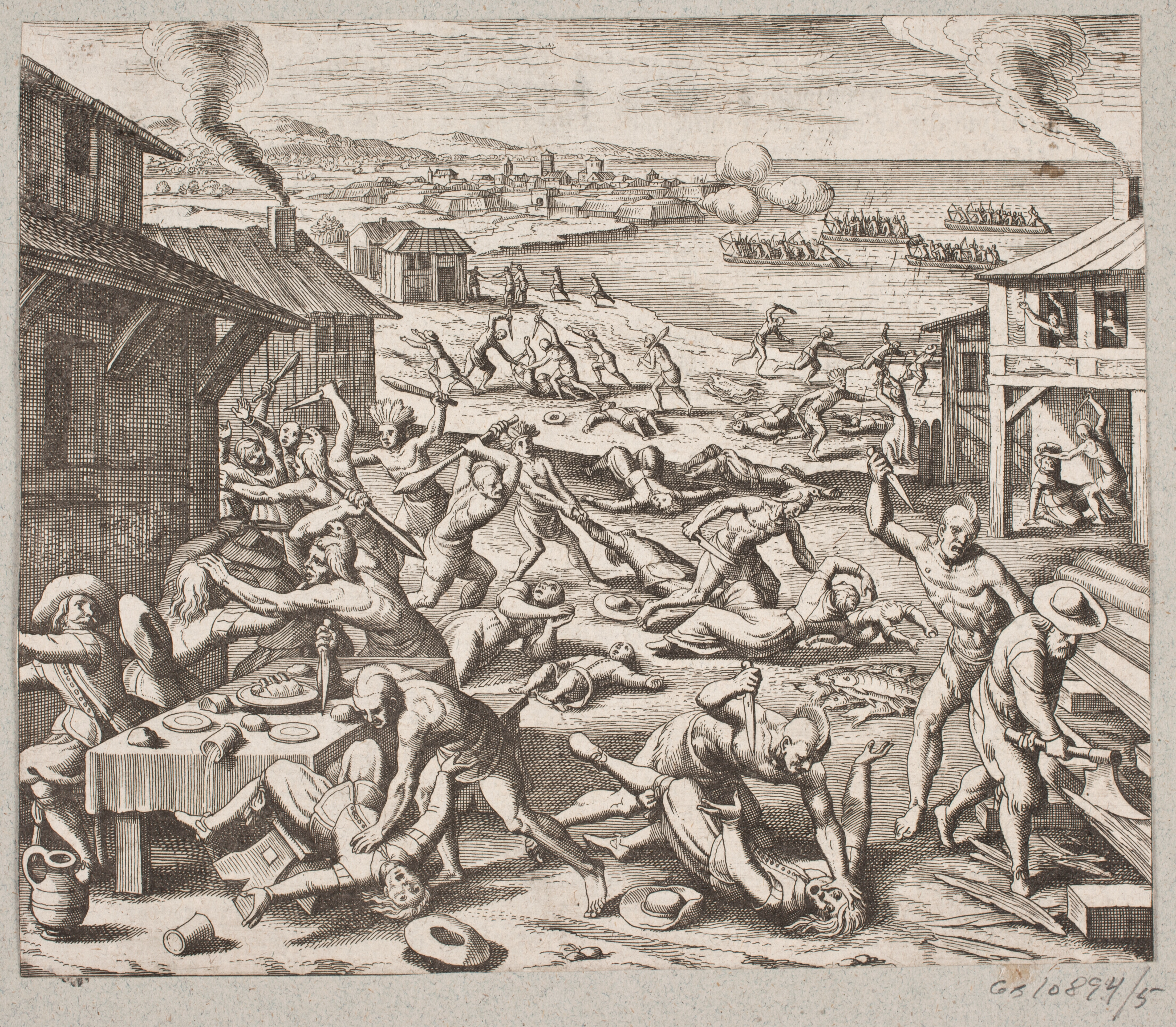
Gravure sur bois réalisée en 1628 par Matthäus Merian représentant le massacre indien de 1622.

Le massacre indien de 1622 est un massacre perpétré le 22 mars 1622 dans la colonie anglaise de Virginie par des Amérindiens Powhatans contre des colons anglais, faisant 347 morts.

## Contexte
Jamestown, fondée en 1607, est le site de la première implantation anglaise réussie en Amérique du Nord, et devient plus tard la capitale de la colonie de Virginie. Son économie du tabac conduit à une expansion constante et à la saisie des terres powhatans, qui ont finalement suscité une violente réaction.

## Faits
Le capitaine John Smith, bien qu'il ne soit pas retourné en Virginie depuis 1609 et ne fut par conséquent pas un témoin direct, relate dans son History of Virginia que des braves de la Confédération Powhatan « sont venus sans armes dans nos maisons avec un cerf, des dindes, du poisson, des fruits et d'autres provisions pour nous les vendre ». Soudainement, les Powhatans se sont emparés de tous les outils et armes qui étaient à leur portée et ont tué tous les colons anglais qui étaient en vue, dont des hommes, des femmes et des enfants de tous âges. Le chef Opchanacanough a mené une série d'attaques surprises coordonnées de la Confédération Powhatan qui ont tué 347 personnes, soit un quart de la population anglaise de Jamestown.
Bien que Jamestown ait été épargnée en raison d'un avertissement opportun de dernière minute, les Powhatans ont également attaqué et détruit beaucoup d'implantations plus réduites le long de la James River. En plus d'avoir tué des colons, les Powhatans ont mis le feu aux maisons et aux récoltes. Les Anglais abandonnent beaucoup de ces implantations après les attaques.